# 風の伝説ザナドゥ
『風の伝説ザナドゥ』（かぜのでんせつザナドゥ、The Legend of Xanadu）は、日本ファルコムによるアクションロールプレイングゲームシリーズ、およびその第1作のタイトル。1作目となる『風の伝説ザナドゥ（I）』とその続編『風の伝説ザナドゥII（II）』の2作品がある。木屋善夫のプロデュースによる『ドラゴンスレイヤーシリーズ』の最終作となる第8作目。

## 概要
それまではパソコンゲームのみの開発を行ない、家庭用ゲーム機への移植はライセンス提供のみで全てを他社に任せていた日本ファルコムが初めて家庭用ゲーム機に自社参入し、PCエンジン SUPER CD-ROM2用に開発した唯一のシリーズ。開発段階のコードタイトルは「ザ・レジェンド・オブ・ザナドゥ 〜風の物語〜」。
日本ファルコムの代表的なプログラマであった木屋善夫が日本ファルコムで最後に携わった作品であり、木屋の他作同様『ドラゴンスレイヤーシリーズ』に属している。木屋の代表作である『ザナドゥ』とはタイトル名だけではなく音楽やシステムの一部を踏襲しており関わりが深いが、本シリーズは『Dragon Slayer VIII』として『Dragon Slayer II』である『ザナドゥシリーズ』からは独立した扱いとなっている。
『I』・『II』共にヒットし、ラジオドラマ制作等のメディアミックスも行なわれた。多くの根強いファンを持つ作品であり、『リバイバルザナドゥ』から始まったリメイク路線が定着した際には、ファンが最もリメイクが望む作品として選ばれている。しかし、その後他機種への移植やリメイク版は制作されず、ファルコムでは珍しく移植およびリメイク版が発売されていないタイトルのひとつとなっている。
2004年にはプロジェクトEGGシステムを利用し、Windows でプレイできるようにした『I』復刻版が『ファルコムスペシャルBOX'2004』に収録された。2005年には『II』の復刻版も作成され、前年の『I』と共にwin用ゲーム『ザナドゥ・ネクスト』の初回特典として同梱された。これらはゲームエミュレータを利用してPCエンジン版をそのままに再現したものであり、後にはプロジェクトEGGのサイトにおいて有料配信されている。Wiiのバーチャルコンソールで『I』が2008年11月25日より、『II』が2009年1月27日より配信開始された（各要800Wiiポイント）。

### 風の伝説ザナドゥ
日本ファルコムが初めて家庭用ゲーム機に向けて開発した作品。発売は1994年2月18日に日本電気ホームエレクトロニクス（NEC-HE）より行なわれた。
まだロムカセットが主流の時代にCD-ROMというメディアを活かした全12章で構成された豪華なシナリオ、豪華な演出（有名声優陣によるナレーションなど）と大きなボリュームを実現。またファルコムゲームの特色でもある音楽の質の高さなども手伝って、多くのファンを獲得することになる。
本作の開発後、発売を待たずして1993年に木屋は日本ファルコムを退社している。このため『I』が日本ファルコム在籍時に木屋が指揮した最後の作品であり、続編である『II』には関わっていない。

### 風の伝説ザナドゥII
『I』の続編として開発され、前作とは異なり発売も日本ファルコムが行なった。1995年6月30日発売。全8章からなるアクションRPGで全章を通してストーリーは二転三転する。戦闘シーンではアクション性が高くなり各キャラクター別にコマンド入力での必殺技が可能になった。
グラフィック、音楽共にPCエンジンの性能を限界まで引き出した作品で、前作に引き続きヒットを収める。しかし、ゲーム機の世代交代を受けてPCエンジンは既に末期を迎えており、本作を最後に日本ファルコムはPCエンジン向けゲームの開発から撤退する事となる。
オープニングにおいて「The Last of Dragon Slayer」と示されており、本作が『ドラゴンスレイヤーシリーズ』最後の作品となっている。ただし、『ドラゴンスレイヤー』という名前が木屋善夫が手掛けた作品を示す名前として認識されているため、木屋の日本ファルコム退社後に作成された本作は「ドラゴンスレイヤーシリーズには含まれない」とされる事もある。

## ストーリー
風の伝説ザナドゥ
1000年前、伝説の勇者アイネアスは邪竜ダルダンティスとの戦いに勝利し、英雄王となった。その末裔にして王都イシュタルの百騎長アリオスは、忠臣の無敵将軍ダイモスと共に、西の辺境マクリアにてモンスターを率いるカコースに戦いを挑む。
風の伝説ザナドゥII
邪竜ダルダンティスやクレーネジュエルとの壮絶な戦いから3年後、イシュタリアは魔法を失った混乱からアリオスたちの活躍によって復興を遂げ、平和を取り戻しつつあった。そんな折、ダイモスと共に首都イシュタルへ帰還したアリオスは、ヌースの依頼を受けて新大陸の調査に行ったリュコスが行方不明になったとの知らせを耳にする。リュコスを捜索するため、アリオスはダイモスと共に未知の新大陸へ旅立つ。

## ゲームシステム
章立てされたアクションロールプレイングゲームで、システムは『I』・『II』両作でほぼ共通している。基本的なフィールドではトップビューだが、各章の最後にあるボスステージではサイドビューとなる。RPGの基本ともいえる「敵を倒し主人公を育て上げていく」システムを採用してはいるが、RPGで一般的なレベルという概念はなく、熟練度等によって成長していく。

### フィールド
原則として各章毎にフィールドは切り替わり、クリアした章のマップを再度訪れる事は出来ない。攻撃は『イースI』とほぼ同じシステムで、攻撃に対する特定のアクションは存在せず、移動して敵に体当たりする事が攻撃となる。「半キャラずらし」も存在。パーティーメンバーがいる場合は自動的に戦ってくれる。

### サイドビューステージ
各章の最後にはボスが待ち構えるサイドビューのステージが用意されており、主人公1人か仲間を1人加えた2人での戦闘となる。仲間を第2コントーローラーで操作する2人プレイが可能。1人プレイ時の仲間は自動で主人公に連動した動きを取る（仲間にはそれぞれ特徴のある攻撃《サポート》能力がある）。
風の伝説ザナドゥ
横スクロールのステージをジャンプ・攻撃ボタン・十字キーを組み合わせる事による多彩な攻撃で進んで行き、最深部でボスと対戦する。システムは『イースIII』に近い。サイドビューステージに入ると主人公1人のみとなるが、敵が落とす鈴を取る事によって仲間が駆けつける。
風の伝説ザナドゥII
ボスに到達するまでの横スクロール箇所が無くなりボスとの戦闘のみとなった。ボスステージ突入前に主人公1人で戦うか、仲間と2人で戦うかを選択出来、仲間と戦う場合はさらにパーティーメンバーの中から誰を連れて行くかを選択出来る。ボスはそれぞれ弱点を持っている。前作同様の基本操作に加え対戦型格闘ゲームのような必殺技コマンドを採用しており、キャラクター毎に攻撃が異なる。操作キャラクターを主人公から同伴した仲間に切り替える事が出来る。

### 成長システム
レベルは存在せず、それぞれのステータス値は独立して上昇していく。
攻撃力・防御力
基本は0であり、装備した武器・防具の攻撃力・防御力によって決定される。装備品の能力値は熟練度に応じて上昇し、熟練度は敵にダメージを与える事（武器）、主人公がダメージを受ける事（防具）によって上昇する。但し、一撃で敵を撃破出来る場合（武器）と敵の攻撃力が足りずダメージを受けない場合（防具）は熟練度は上昇しない。熟練度はパーセントで表され、100パーセントに達した装備はそれ以上強化する事は出来ず能力値の限界となる。熟練度は各装備毎に設定されており、新しい装備品を手に入れ装備を変更した場合はまた改めて上げなければならない。新しい武器の熟練度は、それまで装備していた武器や防具の1ランク上のもので、前の武器・防具の半分の熟練度になる（たとえば、最弱の剣の熟練度を90パーセントまで上げて一つ強い武器を装備した場合、その武器の熟練度は45パーセント、もう一段階強い武器で22パーセントとなる）。
HP最大値
ダメージを一定度回復すると上昇し、上昇量は回復量に比例する。HPが0になって倒れ、その後アイテムや教会で復活した場合もHPを回復したとみなされるため、その回復量からもHP最大値は上昇する。

### 回復・復活
『I』では教会、『II』では宿屋において回復と復活が出来る。
風の伝説ザナドゥ
HPが0になると画面上のアイコンが線描だけの透明な物になる。この状態では移動以外の行動が一切とれなくなり、教会にいるシスターに復活させてもらわなければならない。熟練度や所持金などはHPが0になった時点の物がそのまま保持され、教会に戻り復活をしなければいけない事以外にペナルティはない。透明状態であれば全ての障害物を無視して移動が出来るため、複雑なダンジョンでの構造把握などに活用する事も出来る。
風の伝説ザナドゥII
HPの回復場所が教会から宿屋に変更され、HPが0になった際には瞬時宿屋に戻された上で自動的に復活するようになった。『I』同様強制移動以外のペナルティはない。

### 所持品
所持品は大きく装備可能な物とイベントアイテムに分けられる。装備可能品は装備中の物の他に8枠まで持つ事が出来る。アイテムのみ1枠で同じ種類の物を99個まで複数個所持出来る。イベントアイテムは別枠となっている。

#### アイテム
アイテムには、メニュー画面でその場でアイテムを消費する「使用」と、装備して効果を発揮させる「装備」の2種類の利用方法がある。
- プロテア
  - 使用 - HPを一定量回復させる。
  - 装備 - HPが0になった時に自動的に回復させる。
- アワーグラス
  - 使用 - 現在時刻を変更出来る。
  - 装備 - 時間進行が遅くなる。
- ウィング
  - 使用 - 教会へワープ。
  - 装備 - HPが0になった時に自動的に教会へワープ。
- マッシュルーム
  - 使用 - HPの最大値を上昇させる。
  - 装備 - HP回復時に、HP最大値の上昇量が増える。

#### 売買
店は道具屋と買取り屋の2種類があり購入は道具屋、持物の売却は買取り屋でおこなう。売却の際に買い取り価格には幅があり、ルーレットで決定する。値段が不満である場合はやり直す事が出来る。売却可能なのは装備していない装備可能アイテムのみ。『I』ではさらに装備可能であっても消費可能なアイテムは売る事が出来ない。『II』では消費可能なアイテムを含め装備可能なアイテムは全て売れる様になった。

## 主要登場人物
アリオス・アレクトル（声・山口勝平）
『I』・『II』両方の主人公。伝説の英雄アイネアスの末裔ながらその素性を隠して王軍に入隊し、百騎長となる。本名はアネモス・アイネアデス。邪竜を倒した後、「イシュタリア自由戦士団」を結成する。人々をモンスターの残党や盗賊から守るために戦いを続けている。
ダイモス（声・江原正士）
勇猛果敢な戦士で、アリオスの腹心の部下。
ヌース（声・塩沢兼人）
知略に優れた元・王軍の軍師。ダイモスとは旧知の仲。
ソフィア（声・佐久間レイ）
パルティア神殿で生活する聖女。世界で唯一生まれながらに魔法を使える。
メディア（声・勝生真沙子）
パルティア神殿の神官騎士でソフィアの護衛を務める。弓の名手で格闘技にも長けている。
リュコス（声・矢尾一樹）
変装が得意な自称・正義の大ドロボー / 世紀の二枚目。根は純粋な義侠の意をもっており、何者かに襲われ行方不明となる。
ピュラー（声・山本百合子）
大賢者エナスの元で修行した魔法使い。アリオスに密かに想いを寄せている。
アルゴス（声・梁田清之）
ボラース山に住む善良なイエティ。『I』のみの登場。
邪竜ダルダンティス（声・小林修）
かつて勇者アイネアスに倒された。『I』のみの登場。
クレーネ（声・小林優子）
イシュタリアの人々に魔法の恩恵を与え続けたクレーネジュエルの化身。より自分の力を望む欲望深い主を求め邪竜に再び仕える。『I』のみの登場。
ジード・アイネアデス（声・中尾隆聖）
アリオスの兄。力を望み邪竜に仕えるがその裏でドラゴンスレイヤーを手に入れて邪竜を倒し取って代わろうと企てる。『I』のみの登場。
メルティナ（椎名へきる）
新大陸アシュナールにある港町ラザンに住む町娘。流れ着いたリュコスを介抱し助ける。『II』のみの登場。
ランディス（梁田清之）
アシュナールで出会う寡黙な騎士。『II』のみの登場。
リュミナ（横山智佐）
ダイモスの妹で、宰相となったヌースの世話係を務める。『II』のみの登場。
イシュタル（篠原恵美）
先駆者が世界に遺した神の一人。創造と平和を司る女神。闇の力をもつルーゴンの存在がなくなればイシュタルも消えてしまうことになる。
プロスタ（高山みなみ）
パルティア神殿の神官で「扉の司」を務める。
マーカスト（堀秀行）
アーグに仕える竜騎士。『II』のみの登場。
アーグ（糸博）
破壊神の復活を目論む魔導師。『II』のみの登場。
ルーゴン
先駆者が世界に遺した神の一人。破壊と混迷を司る破壊神。『II』のみの登場。光の力をもつイシュタルの存在がなくなればルーゴンも消えてしまうことになる。
先駆者
世界を創造した存在。世界を去るときに女神イシュタルと破壊神ルーゴンを遺した。2人はどちらか片方の存在がなくなれば、もう片方も消えてしまうことを知りながら、両者を対局に位置させ、互いを刺激し合うようにした。『IIの取扱説明書』のみの登場。

## 開発スタッフ

### 風の伝説ザナドゥ
- プログラム：木屋善夫、西藤晋市
- シナリオプログラム：前田和彦
- シナリオ：小野聡子、柳沢育子、稲屋秀文、藤井大介、山中綾子
- グラフィック：下枝孝夫、鈴木秀和、酒井明、千頭元、山田淳、伊藤慎一
- 音楽：Falcom Sound Team J.D.K.（石川三恵子、白川篤史、金田直樹、網島貴博、中島勝、松岡博文）
- スペシャルサンクス：小川勝弘、塩田英幸、松前俊邦、中原嘉伸、長友誠一郎、鈴木繭子、山崎伸治
- プログラム・ディレクト：木屋善夫
- プロデュース：加藤正幸

### 風の伝説ザナドゥII
- シナリオ：前田和彦
- プログラム：西藤晋市、吉田充、前田和彦
- グラフィック：下枝孝夫、鈴木秀和、伊藤慎一、沢田憲宏、酒井明、山中綾子、村上星児、吉永裕昭、金井まり子、山田淳、長友誠一郎、今井浩之、岩崎美奈子
- 音楽：Falcom Sound Team jdk（石川三恵子、白川篤史、中島勝、金田直樹、網島貴博、松岡博文、新井智）
- スタッフ：中原嘉伸、小川勝弘、稲屋秀文、鈴木規夫、小野聡子、斉藤宏明、黒坂敦、田中英澄、柳沢育子
- スペシャルサンクス：ダンガンピクチャーズ、株式会社 自転社、81プロデュース、HALF H・P、フィールド・ワイ
- コーディネート：早川正
- テクニカルサポート：秋葉紀好
- スーパーバイザー：山崎伸治
- プロデューサー：加藤正幸

## CD
- 風の伝説ザナドゥJ.D.K.スペシャル（1993年）
- 風の伝説ザナドゥ スーパー・アレンジ・バージョン（1994年）
- イースIV vs 風の伝説ザナドゥJ.D.K.BAND4（1994年）
- ミュージックフロム 風の伝説ザナドゥII（1995年）
- オリジナルサウンドトラック 風の伝説ザナドゥ（2003年） - 「FALCOM SPECIAL BOX2004」に同梱発売
- ファルコムスペシャルBOX
  - FALCOM SPECIAL BOX'93（1992年）
  - FALCOM SPECIAL BOX'94（1993年）
  - FALCOM SPECIAL BOX'95（1994年）
  - FALCOM SPECIAL BOX2004（2003年）
- ファルコム・ボーカルコレクション
  - ファルコム・ボーカルコレクションIII（1993年）
  - ファルコム ボーカルコレクションIV（1996年）
- CDドラマ
  - 風の伝説ザナドゥII ヒロイン達の誕生日（1995年）
  - TARAKOぱっぱらパラダイス（1995年）